# Ateuchus earthorum
Ateuchus earthorum là một loài bọ cánh cứng trong họ Bọ hung (Scarabaeidae).